# يوتينهاغ
يوتينهاغ هي بلدة، في جنوب أفريقيا، تقع في Nelson Mandela Bay Metropolitan Municipality ‏، بلغ عدد سكانها 103,639 نسمة وذلك حسب إحصائيات سنة 2011، رمزها البريدي هو 6229، و6230.

## الموقع
تشترك في الحدود مع:
- Humansdorp [الإنجليزية]‏.

## أعلام
- كريستو فان رينسبورج
- مزوكيسي سيكالي
- ديون كايزر
- بيتر ماكوان
- ب. ج. فورستر
- فرد سميث
- لوسفو ابريل